# Пулау-Семакау
Пулау Семакау (або острів Семакау) - острів,розташований на південь від головного острова Сінгапуру, біля Сінгапурської протоки. Сміттєзвалище Семакау розташоване на східній стороні острова і було створене шляхом об’єднання Пулау Сакенг (також відомого як Пулау Секінг) до Пулау Семакау. Сміттєзвалище Семакау є першим сміттєзвалищем за межами Сінгапуру, а зараз єдиним звалищем, що залишилося в Сінгапурі. 

## Історія
Пулау Семакау був домом для невеликого рибальського села, як і сусідній острів Пулау Сакенг ( китайська : 锡京岛), який також був відомий як Пулау Секін. Будинки, побудовані на обох островах, стояли на палях, оскільки більшість жителів села були рибалками, заробляючи на життя кораловими рифами поблизу. На обох островах було кілька провізійних магазинів, громадський центр  був розташований на Пулау Семакау, тоді як поліцейський відділок був розташований на Пулау Сакенг.

## Розселення
У 1987 році уряд Сінгапуру, придбавши землю на обох островах у острів'ян, розпочав переселення острів'ян на материк, де вони були розселені в житлові райони Букіт Мерах і Телок Блангах. Один із найстаріших мешканців продовжував жити на Пулау Сакенг, незважаючи на те, що його сім’ю переселили, але зрештою він також переїхав у 1991 році, оскільки пристань острова прийшла в занедбаний стан. Сінгапурському товариству запобігання жорстокому поводженню з тваринами було доручено зібрати кількох котів, які залишилися після його від’їзду. 
Згодом Пулау Сакенг було включено в процес рекультивації землі Пулау Семакау, і сучасна полігон прийому сміття Семакау була побудована безпосередньо на Пулау Сакенг. 

## Риборозведення Баррамунді
Пулау Семакау та сусідня територія є домом для найбільшої ферми баррамунді в Сінгапурі, що належить Barramundi Asia (Kühlbarra). Місце вибрано через сильну течію і високий вміст кисню, необхідного для активного росту риби.

## Семаківський полігон

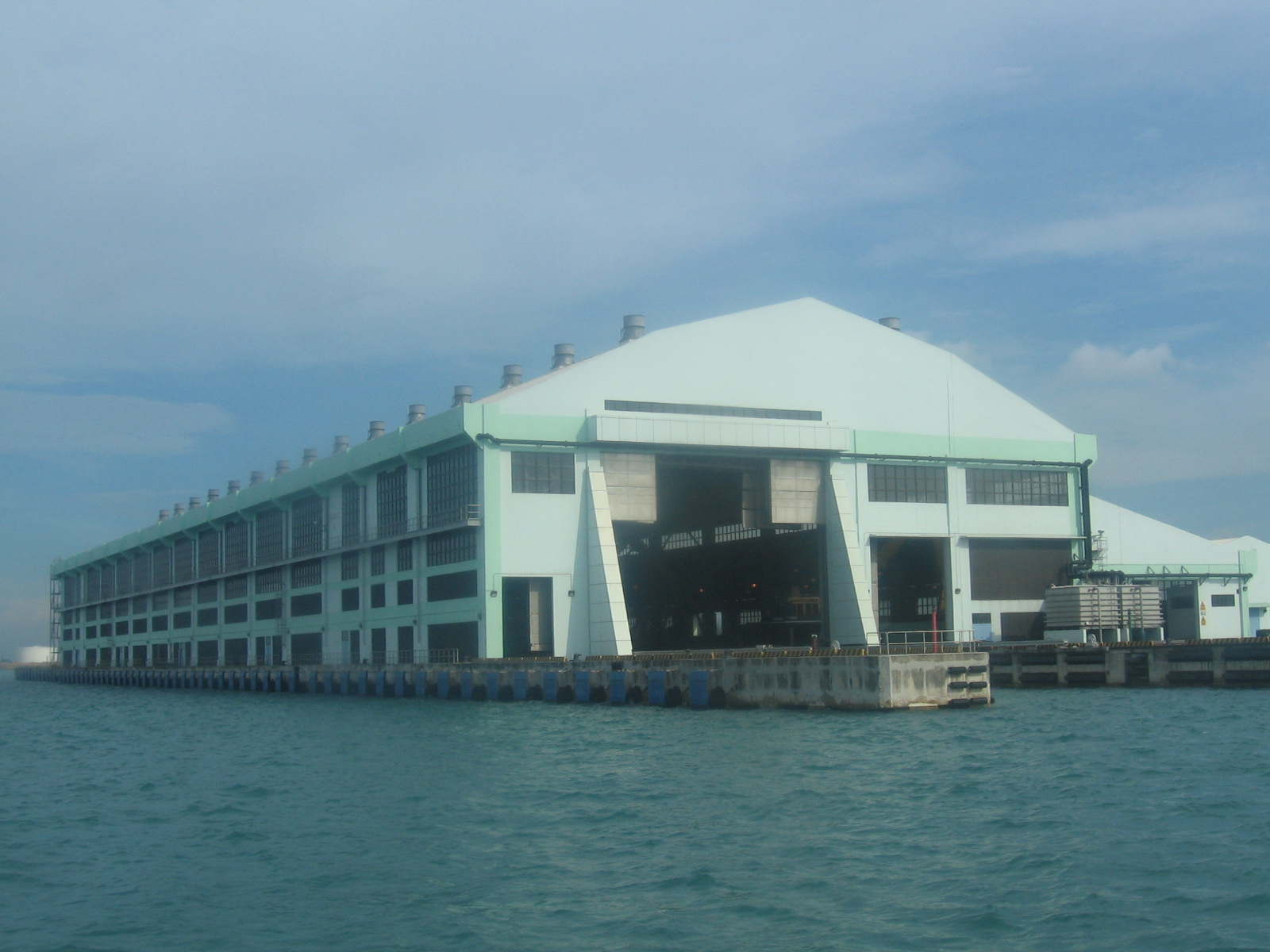
Полігон прийому сміття Семакау

Сміттєзвалище Семакау є першим і єдиним сміттєзвалищем Сінгапуру, розташованим у морі серед південних островів Сінгапуру. Воно займає загальну площу 3,5 квадратних кілометрів і має вмісткість 63 мільйони м³. Щоб створити необхідний простір для звалища, був побудований к'амяний насип довжиною 7 кілометрів, який відділив частину моря між Пулау Семакау та Пулау Сакенг . Полігон працюватиме до 2045 року  . Міністерство навколишнього середовища та водних ресурсів разом із Національним агентством з навколишнього середовища, яке керує сміттєзвалищем, сподіваються, що цей термін буде подовжено завдяки різноманітним ініціативам щодо мінімізації відходів та збереження ресурсів.
Сміттєзвалище Семакау заповнене в основному попелом, виробленим чотирма сміттєспалювальними заводами Сінгапуру, який щоночі доставляється туди в критій баржі (щоб попіл не вилітав у повітря). Всупереч поширеній думці про те, що сміттєзвалище Семакау буде ще одним брудним сміттєзвалищем, уважність до проектування та експлуатаційних робіт забезпечила чистоту, відсутність запаху та мальовничий вигляд. Під час будівництва були встановлені мулові екрани, щоб корали не постраждали під час рекультиваційних робіт. Звалище вкрите непроникною мембраною, а глина та будь-який фільтрат, що утворюється, переробляються на очисних установках. 

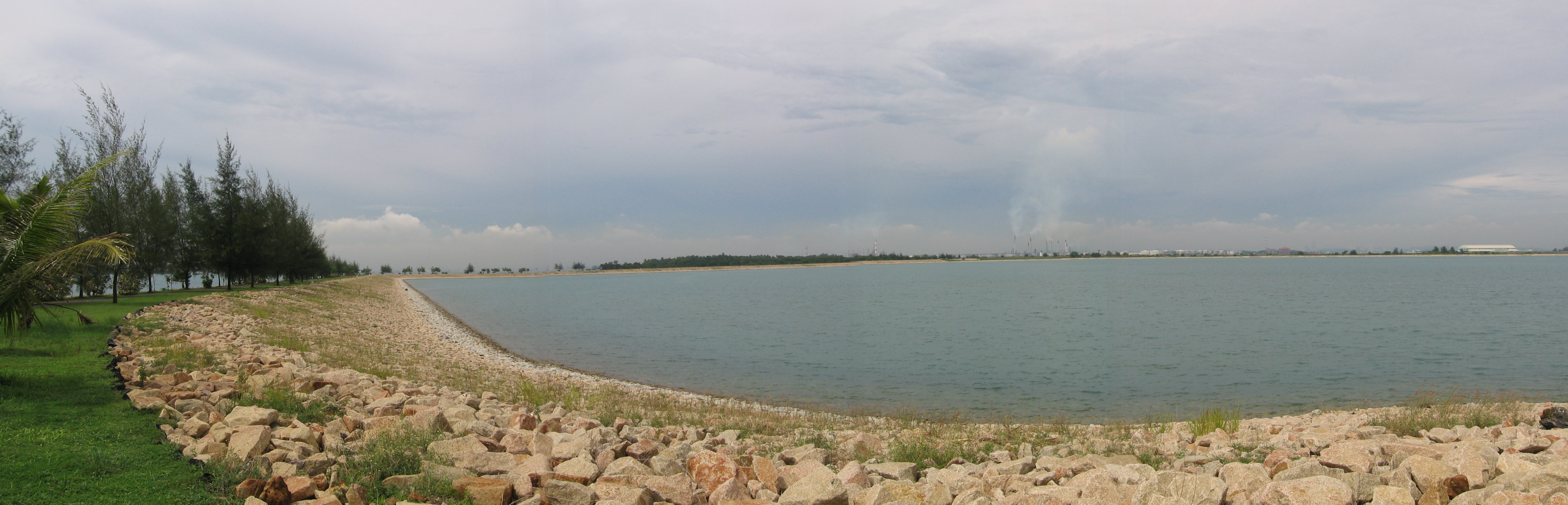
Панорамний вид полігону Семакау із західної насипу.

## Флора і фауна
Наземна флора і фауна
Наземна флора і фауна (природного) острова досліджена не повністю. На острові зареєстровано щонайменше 5 видів земноводних, 12 видів рептилій і 6 видів ссавців. 
Морська флора і фауна
Моніторинг коралових рифів навколо Пулау Семакау здійснювався з кінця 1980-х до 2001 року Національним університетом Сінгапуру, а з 2005 року по теперішній час – програмою «Друзі рифів» .  (спільний проект Національного центру біорізноманіття, Ради національних парків і волонтерів Blue Water ).  Результати опитувань можна знайти на веб-сторінці «Коралові рифи Сінгапуру» та на веб-сторінці волонтерів Blue Water .
Приливні зони
Дослідження прибережних і припливно-відливних районів острова в 2005 році виявило чотири рослини, які перебувають під загрозою зникнення в Сінгапурі , включаючи приморську лілію кажана ( Tacca leontopetaloides ), яка досі була зареєстрована лише в одному районі Сінгапуру: Пулау Семакау. У Семакау також є великі ділянки морської трави Тейп ( Enhalus acoroides ), яка вважається рідкісною та вразливою в Сінгапурі. Семакау також є єдиним відомим місцем розташування морської трави Syringodium isoetifolium у Сінгапурі. Моніторинг луки морської трави здійснюється нещодавно створеною командою «Команда морської трави» .
Мангрові зарості
Будівництво дамби вплинуло на мангрові зарості на східній стороні острова. Розробники пересадили дві ділянки мангрових заростей загальною площею 136 000 квадратних метрів неподалік від набережної. Обидві ділянки почуваються добре, що вказує на те, що не було просочування сміття через вкладиші. Ще однією особливістю конструкції є вбудовані канали, які пропускають морську воду в неактивні камери, зберігаючи воду завжди свіжою.
Сьогодні, після багатьох років експлуатації, відновлені мангрові зарості та інші природні місця існування на острові почуваються добре. Навіть закриті клітини, засипані землею, процвітають. Птахів можна побачити в повітрі та на відкритому ландшафті, риби плавають у лагунах і випливають з них, а морське життя продовжує процвітати в мангрових мулинах і на західних берегах Пулау Семакау.

## Екологічні проекти

### Кораловий розплідник
31 липня 2007 року біля Пулау Семакау було створено розплідник коралів, щоб збільшити твердий кораловий покрив та різноманітність Сінгапуру. Це спільне зусилля Національного центру біорізноманіття, Ради національних парків, корпорації Keppel, Національного університету Сінгапуру та Національного агентства з навколишнього середовища .
Відповідні зразки для вирощування коралів збираються з існуючих рифів у Пулау Семакау, а також з інших рифів у Сінгапурі. Зібрані в природі личинки, горбки та фрагменти будуть вирощені до достатніх розмірів у польовому розпліднику, доки їх не можна буде пересадити на коралові рифи-реципієнти. 

### Моніторинг морської трави
Рада Національних парків, Національний центр біорізноманіття, TeamSeagrass і волонтери з громадськості регулярно проводять моніторинг морських трав, знайдених у Сінгапурі в припливно-відливних зонах, таких як Чек Джава та природний заповідник Лабрадор . Луг морської трави в Пулау Семакау є одним із місць такого моніторингу. Ці опитування є частиною глобальної програми оцінки та моніторингу морської трави Seagrass-Watch, що охоплює 18 країн із більш ніж 200 точками моніторингу по всьому світу. Застосовуються неруйнівні наукові методи зйомки, розроблені Seagrass-Watch. Потім зібрані дані повертаються до штаб-квартири Seagrass-Watch, яка потім аналізує тенденції та стан середовищ морської трави в місцевому, регіональному та глобальному масштабі.

### Дослідження приливних губок
Рада Національних парків, Національний центр біорізноманіття та Інститут тропічних морських наук спільно розпочали спільний проект з дослідження та ідентифікації приливних губок навколо Сінгапуру. Припливно-відливна зона Пулау Семакау є одним із 24 місць. Хоча губки зазвичай зустрічаються на цих берегах, вони маловідомі через обмежені дослідження.
У результаті 1-річного дослідження було виявлено 102 види приливних губок. Було описано один новий для науки вид Suberites diversicolor, і в Сінгапурі вперше було зареєстровано велику кількість із 40 видів приливних губок.

## Рекреаційна діяльність

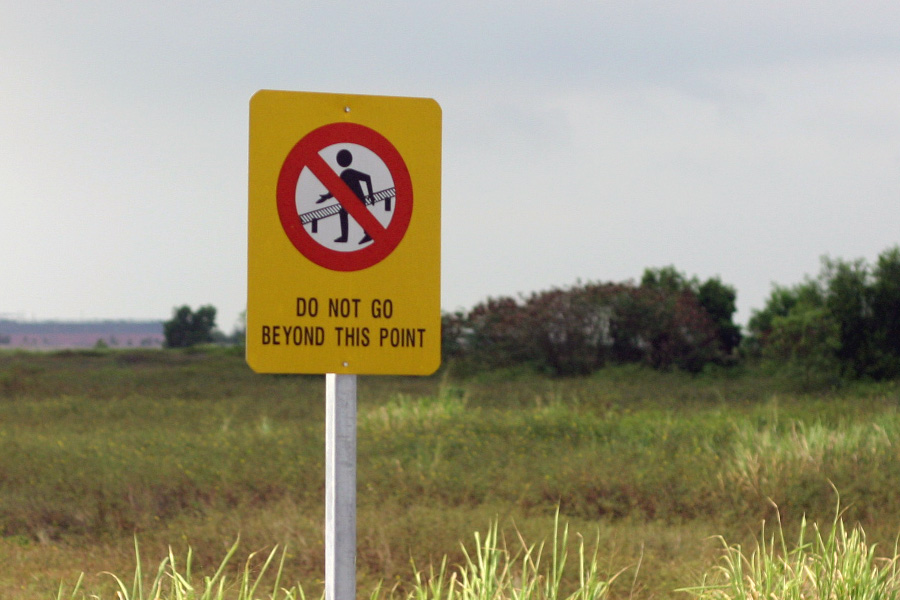
Краєвид звалища Семакау

Національне агентство з навколишнього середовища 16 липня 2005 року офіційно відкрило сміттєзвалище Семакау для окремих рекреаційних заходів. Він був започаткований міністром навколишнього середовища та водних ресурсів Якобом Ібрагімом. 40 сімей колишніх мешканців Пулау Сакенг, одного з невеликих островів, з яких було побудовано сміттєзвалище Семакау, запросили повернутися до свого колишнього будинку як гостей. 
Крім того, було встановлено такі об’єкти, як укриття, блискавковідводи та рятувальні круги, а також вказівники та чіткі позначки заборонених зон, щоб не допустити відвідувачів до зон проведення робіт

## Зовнішні посилання
- де Шатель, Франческа. «Острівний рай, побудований на смітнику», CNN, 26 липня 2007 р.
- Pulau Semakau на wildsingapore - веб-ресурси на Pulau Semakau.
- Повідомлення в блозі про Pulau Semakau з різних блогів, зібраних у wildsingapore google reader
- Фотографії морського життя Пулау Семакау з Wildsingapore
- Дослідження мангрових заростей Семакау, 5 червня - Попередні результати для флори та фауни мангрових заростей і приливної зони.
- Супутниковий знімок Пулау Семакау - Google Maps
- Хошоу, Ліндсі «Тут збирають сміття, але відвідувачі та дика природа можуть дихати вільно», The New York Times, 15 серпня 2011 р.